# Forsterina koghiana
Forsterina koghiana är en spindelart som beskrevs av Gray 1992. Forsterina koghiana ingår i släktet Forsterina och familjen Desidae.
Artens utbredningsområde är Nya Kaledonien. Inga underarter finns listade i Catalogue of Life.